# 기적 (빅스의 노래)
《기적》은 빅스의 네 번째 싱글 음반의 타이틀 곡이다. 2014년 5월 27일에 발표하였다.

## 같이 보기
- 2014년 가온 앨범 차트 1위 목록